# Sparattanthelium amazonum
Sparattanthelium amazonum är en tvåhjärtbladig växtart. Sparattanthelium amazonum ingår i släktet Sparattanthelium och familjen Hernandiaceae.

## Underarter
Arten delas in i följande underarter:
- S. a. amazonum
- S. a. guatemalense